# Батож
Батор (пол. Batorz) — село в Польщі, у гміні Батож Янівського повіту Люблінського воєводства.
Населення — 918 осіб (2011).
У 1975-1998 роках село належало до Тарнобжезького воєводства.

## Демографія
Демографічна структура станом на 31 березня 2011 року:
|          | Загалом | Допрацездатний вік | Працездатний вік | Постпрацездатний вік |
| -------- | ------- | ------------------ | ---------------- | -------------------- |
| Чоловіки | 468     | 118                | 290              | 60                   |
| Жінки    | 450     | 107                | 222              | 121                  |
| Разом    | 918     | 225                | 512              | 181                  |